# Wybory parlamentarne w Kuwejcie w 2009 roku
Wybory parlamentarne w Kuwejcie w 2009 roku odbyły się 16 maja. Były to kolejne w tym kraju wybory przedterminowe, rozpisane po tym, jak w 18 marca 2009 roku emir Sabah Al-Ahmad Al-Jaber Al-Sabah rozwiązał skłócony z rządem parlament.
O mandaty w 50-osobowym Zgromadzeniu Narodowym rywalizowało 210 kandydatów, w tym 16 kobiet. Wyniki głosowania podano do publicznej wiadomości już następnego dnia. Po raz pierwszy w historii parlamentaryzmu w tym kraju mandaty (łącznie 4) zdobyły kobiety.